# Balaena Valley
Das Balaena Valley ist ein vereistes Tal mit sanft ansteigenden Seitenwänden im westlichen Teil der Joinville-Insel vor der Nordspitze der Antarktischen Halbinsel. Es liegt östlich der Suspiros Bay.
Der Falkland Islands Dependencies Survey kartierte es zwischen 1953 und 1954. Das UK Antarctic Place-Names Committee benannte es nach dem Walfangschiff Balaena unter Kapitän Alexander Fairweather (1847–1896), das während der Dundee Whaling Expedition (1892–1893) den Joinville-Inseln einen Besuch abstatte.